# Assedio di Augustonemetum
L’assedio di Augustonemetum (oggi Clermont-Ferrand) fu un episodio delle guerre di conquista della Gallia a sud della Loira compiute dal re visigoto Eurico ai danni dell'ormai declinante Impero romano d'Occidente.

## Contesto storico
I Visigoti, insediati come foederati dell'Impero in Gallia Aquitania, nella valle della Garonna, fin dal 418, tra il 455 e il 461, espansero la loro sfera d'influenza anche su gran parte della Hispania, con il pretesto di combattere per conto di Roma gli Svevi invasori della penisola iberica. In seguito all'uccisione dell'Imperatore Maggioriano, nel 461, il comandante dell'esercito romano di stanza in Gallia, Egidio, si rivoltò, aborrendo l'assassinio commesso, in quanto uomo di fiducia di Maggioriano, e rifiutando di riconoscere il nuovo Imperatore Libio Severo. I Visigoti approfittarono della rivolta per espandere la loro sfera di influenza: allorché Agrippino, che era stato inviato dalla corte di Ravenna per combattere le truppe ribelli condotte da Egidio, si rivolse ai Visigoti, richiedendo loro rinforzi per combattere il ribelle, essi pretesero in cambio la città di Narbona, che avrebbe concesso ai Visigoti lo sbocco al Mediterraneo e tagliato la Spagna dai territori ancora romani nella Gallia. Agrippino, pur di ottenere l'appoggio militare visigoto, fu costretto ad acconsentire e fu così che i Visigoti ottennero, insieme a Narbona, buona parte della Gallia Narbonense.
Nel 466 il re visigoto Teodorico II, dalle tendenze filo-romane, fu ucciso da quella parte della nobiltà visigota contraria all'alleanza con Roma e gli succedette il fratello Eurico, che era al contrario anti-romano. Eurico, in seguito alla spedizione fallita di riconquista dell'Africa del 468, decise di approfittare dell'indebolimento dell'Impero per conquistare tutta la Gallia a sud della Loira. Secondo la Getica di Giordane, Eurico sarebbe stato indotto a invadere la Gallia per «i frequenti cambi di Imperatori romani», quindi per approfittare dell'instabilità politica a Ravenna. Sidonio Apollinare, testimone oculare delle campagne militari di Eurico, invece, riferisce che fu lo stesso prefetto del pretorio delle Gallie Arvando, dunque un funzionario romano, a sobillare Eurico a invadere le province romane scrivendogli:
Tra il 468 e il 469 la corrispondenza proditoria tra Arvando e Eurico fu scoperta da tre influenti proprietari terrieri romano-gallici, Tonanzio Ferreolo, Taumastio e Petronio di Arelate, che riuscirono ad intercettare la lettera, e a far confessare al segretario di Arvando che gli era stata dettata da lui. Secondo Cassiodoro, Arvando fu anche accusato di avere intenzione di usurpare il trono e alcuni studiosi hanno congetturato che avesse intenzione di impadronirsi del trono con l'appoggio dei Visigoti, come aveva già fatto in passato Avito. Arvando fu condannato a morte, ma Cassiodoro riferisce, che per intercessione di Sidonio e di altri contatti influenti a corte, la pena capitale gli fu commutata in esilio.
Anche perché sobillato da Arvando, Eurico invase i territori romani nel 469. A quell'epoca l'Impero romano d'Occidente era governato dall'Imperatore Antemio, che proveniva dalla parte orientale dell'Impero e che era stato imposto sul trono d'Occidente dall'Imperatore d'Oriente Leone I in cambio dell'alleanza contro i Vandali. Antemio, essendo di provenienza orientale e parlando meglio il greco del latino, venne definito dai suoi oppositori spregiativamente «greculo» (piccolo greco). Arvando e parte dell'aristocrazia gallica probabilmente non approvarono la nomina dell'«Imperatore greco» a Imperatore d'Occidente e tradirono l'Impero a favore dei Visigoti. Infatti vi sono evidenze, oltre ad Arvando, di altri traditori dell'Impero tra gli ufficiali della Gallia: nel 475 il viceprefetto della Gallia, Seronato, fu accusato di favorire la conquista visigota, processato e condannato alla pena capitale. Favorito pertanto anche dal tradimento di alcuni funzionari romani, Eurico invase la Gallia.
L'Imperatore Antemio, per fronteggiare l'invasione, richiese l'intervento militare dei Brettoni, suoi alleati; il re brettone Riotamo intervenne prontamente sbarcando con 12 000 soldati nel territorio dei Biturigi, occupando Bourges; prima che Riotamo potesse ricongiungersi con le armate romane, tuttavia, fu affrontato e sconfitto da Eurico, nei pressi di Deols, riuscendo a malapena a fuggire dal campo di battaglia e trovando riparo presso i Burgundi. Una volta ottenuta questa prima vittoria, Eurico procedette a sottomettere gran parte della provincia romana di Aquitania I, con le città di Tours e Bourges, anche se il suo tentativo di espandersi anche nella Gallia a nord della Loira fu arrestato dall'esercito secessionista romano del Dominio di Soissons, condotto dal comes Paolo, anche grazie all'appoggio di foederati Franchi. Procedette poi a invadere l'Alvernia, prendendo d'assedio la città di Augustonemetum, unica città della regione a tentare di resistergli, ligia a rimanere fedele a Roma. Contemporaneamente tentò di espandersi anche ad est del Rodano, prendendo d'assedio Arelate. L'Imperatore Antemio, intenzionato a impedire ai Visigoti di conquistare Arelate, che era la capitale della Gallia romana, essendo la sede del prefetto del pretorio delle Gallie, decise di intervenire, inviando un consistente esercito sotto il comando di suo figlio Antemiolo. Quando l'esercito di Antemiolo arrivò con l'intenzione di liberare Arelate dall'assedio visigoto, fu affrontato in battaglia dall'esercito di Eurico e vinto nettamente; l'esercito romano andò annientato e lo stesso Antemiolo fu ucciso nel corso della battaglia. I Visigoti poterono così devastare la valle del Rodano, anche se probabilmente furono contrastati dai Burgundi foederati dell'Impero, il cui re Chilperico era stato tra l'altro nominato magister militum Galliarum ed era pertanto contemporaneamente re dei Burgundi e generale romano al comando dell'esercito di campo della Gallia.

## Assedio
A partire dal 471 e fino al 475, Augustonemetum (Clermont-Ferrand) fu assediata dai Visigoti di re Eurico. Era l'unica città romana dell'Alvernia a resistere ancora all'invasione visigota e tentò di resistere fino alla fine, ligia alla fedeltà a Roma: i proprietari terrieri della città, pur di provvedere alla difesa della città affinché rimanesse romana, furono disposti a pagare a loro spese un esercito privato affinché li difendesse dall'assalto nemico. La difesa fu condotta da Ecdicio Avito, cognato di Sidonio Apollinare e figlio dell'ex Imperatore d'Occidente Avito. Ecdicio condusse una valida resistenza all'assedio visigoto, mostrando anche una certa audacia: Sidonio Apollinare, che all'epoca era proprio il vescovo della città assediata e dunque testimone oculare dell'assedio, narra che nel 471 Ecdicio, trovandosi all'epoca dell'inizio dell'assedio fuori città, pur di entrare in essa forzó il blocco visigoto con soli diciotto cavalieri, riuscendo a spezzare le linee nemiche e a fare ingresso nella città. Ecdicio, attraverso una tattica di logoramento, riuscì a far sì che la città resistesse agli assalti visigoti per ben quattro anni. Nel frattempo, una carestia afflisse 4 000 della nazione dei Burgundi, ma questi furono sfamati per merito di Ecdicio, che utilizzò le proprie ricchezze pur di assisterli.
Nel frattempo, mentre la città rimaneva fedele a Roma resistendo strenuamente all'assedio visigoto, a Ravenna vi fu una crisi di governo: in seguito all'uccisione di Antemio, ucciso in una rivolta militare, nel giro di due anni, tra il 472 e il 474, si succedettero una serie di deboli imperatori: Olibrio, Glicerio e, infine, Giulio Nepote. Quest'ultimo decise di premiare Ecdicio per la valida difesa di Augustonemetum nominandolo patrizio e magister militum praesentalis, ma poi decise di vanificare lo sforzo degli assediati di resistere, inviando il vescovo di Pavia Epifanio a trattare la pace con i Visigoti. Il trattato di pace che i Visigoti strinsero con l'Impero nel 475 prevedeva la cessione a Eurico di Augustonemetum e il riconoscimento di tutte le sue conquiste; in cambio i Visigoti si impegnarono a non invadere la Provenza, ovvero i territori a est del Rodano, che così rimaneva in mano romana. Fu così che, a causa del trattato di pace, i cittadini di Augustonemetum furono costretti ad aprire le porte al nemico, mentre Ecdicio, privato delle sue cariche, fu costretto a rifugiarsi presso i Burgundi.

## Conseguenze
Entrato nella città, Eurico punì il vescovo cittadino, nonché letterato, Sidonio Apollinare all'esilio dapprima a Carcassonne, poi a Bordeaux; per intercessione di Leone di Narbona, letterato ma soprattutto consigliere di Eurico, e di Lampridio, altro letterato della corte visigota, fu infine perdonato, riottenendo la libertà e la restituzione delle tenute di Clermont, che Eurico aveva intenzione di confiscargli. Grato per il perdono, Sidonio Apollinare compose in onore di Eurico un poema di ringraziamento e lo fece leggere al re, che decise di mostrarsi generoso con lui.
In seguito alla deposizione di Romolo Augusto e alla caduta dell'Impero romano d'Occidente, nel 476, Eurico ritenne nullo il trattato di pace dell'anno prima e invase la Provenza conquistando Marsiglia e Arelate.